# A escondidas
A escondidas (tiếng Anh: Hidden Away) là một bộ phim tình cảm lãng mạn Tây Ban Nha năm 2014 của đạo diễn Mikel Rueda. Được quay tại các khu phố trong suốt Bilbao, mục tiêu của Rueda là tạo ra một cảnh có thể từ bất kỳ khu phố nào trong bất kỳ thành phố nào. Rueda dành dự án cho Álex Angulo, một diễn viên người Basque đã chết trong một vụ tai nạn xe hơi vào tháng 7 năm 2014. Chủ đề có mặt trong suốt bộ phim là tình yêu đầu tiên của thanh thiếu niên, tình huống khó xử về văn hóa xã hội, phân biệt chủng tộc và trục xuất, và kết nối tình cảm thông qua một số rào cản này.

## Nội dung
Bộ phim theo chân Rafa và Ibrahim, hai cậu bé tuổi teen kết bạn với nhau. Ibrahim là một người nhập cư Ma-rốc không muốn trở về nhà. Lạc lối và tuyệt vọng trên đường phố Bilbao, anh gặp Rafa. Rafa là một cậu bé trung lưu Tây Ban Nha điển hình đang gặp vấn đề với bạn bè và áp lực xung quanh vấn đề tình dục của mình. Một khi họ gặp nhau, họ trở nên không thể tách rời. Rueda nắm bắt tình bạn của họ khi họ điều hướng qua sự trục xuất, phân biệt chủng tộc và bản sắc tình dục của Ibra.

## Diễn viên
- Germán Alcarazu vai Rafa
- Adil Koukouh vai Ibra
- Joseba Ugalde vai Guille
- Moussa Echarif vai Youssef
- Ana Wagener vai Alicia
- Álex Angulo vai Jose

## Cuộc hội thoại
Rueda muốn tập trung vào ý tưởng của tuổi thiếu niên và đồng tính luyến ái trong cuộc thảo luận xung quanh A escondidas. Nói theo cách riêng của mình, anh cảm thấy rằng hầu hết các lĩnh vực của xã hội đều cảm thấy không thoải mái khi nói về tình dục của thanh thiếu niên. Một trong những khía cạnh thú vị trong buổi casting của anh là anh không muốn giới hạn các diễn viên tự nhận mình là người đồng tính. Logic của anh ấy đằng sau quá trình này là bằng cách giới hạn người có thể thử vai, tỷ lệ quay vòng sẽ thấp hơn và anh ấy có thể không tìm thấy các diễn viên mà anh ấy đang tìm kiếm. Kết quả là hai diễn viên không phải là gay hoặc ít nhất Rueda không biết về giới tính của họ. Mặc dù quá trình này rất khó khăn cho cả hai diễn viên, họ thấy rằng sự ngây thơ và chuyển đổi của họ với sự khó chịu không khác xa với những gì một người trong tủ quần áo ở tuổi của họ sẽ phải đối đầu. Ngoài ra, Adil có mối liên hệ nghiêm túc với nhân vật của Ibra là một người nhập cư Ma-rốc, người đã tự mình trải nghiệm sự phân biệt chủng tộc. Mặc dù các nhà phê bình chú ý đến việc thiếu hoạt động tình dục giữa hai diễn viên, Rueda vẫn cho rằng bản chất tình dục trong mối quan hệ của họ không phải là mục đích của bộ phim, mà là những khoảnh khắc trước khi quan hệ và tình cảm mà người ta không thể kiểm soát được về mặt cảm xúc.
Rueda nhận thấy rằng mối quan hệ giữa thanh thiếu niên Ma-rốc và thanh thiếu niên queer có những thực tế song song mà anh đã cố gắng khám phá trong quá trình tạo ra bộ phim này. Ông cảm thấy rằng cách Tây Ban Nha đối xử với cả hai nhân khẩu học đã đẩy họ sống A escondidas hoặc "Hidden Away". Rueda nội dung rằng Tây Ban Nha sống trong một bong bóng, nơi bất kỳ ai thách thức tính bình thường đó đe dọa sẽ làm nổ bong bóng đó, và điều này tạo ra sự sợ hãi trong cộng đồng quy phạm. Do đó, một số người phải sống ẩn mình bên trong, hoặc bên ngoài bong bóng đó.

## Giải thưởng
Mặc dù Hidden Away không giành được bất kỳ giải thưởng nào, nó đã được đề cử bốn lần. Nó cũng đã được trình bày tại Lễ hội Cuộc sống LGTBI đầu tiên tại La Institución Ferial Alicantina (IFA).
- Feroz Award, ES: Best Poster (Priscila Clementti).
- Nuremberg International Human Rights Film Festival: Nuremberg International Human Rights Film Award (Mikel Rueda).
- Queer Lisboa: Best Feature Film (Mikel Rueda)
- Spanish Actors Union: Film: Performance in a Minor Role, Female (Ana Wagener)